# Corte Real de Suecia

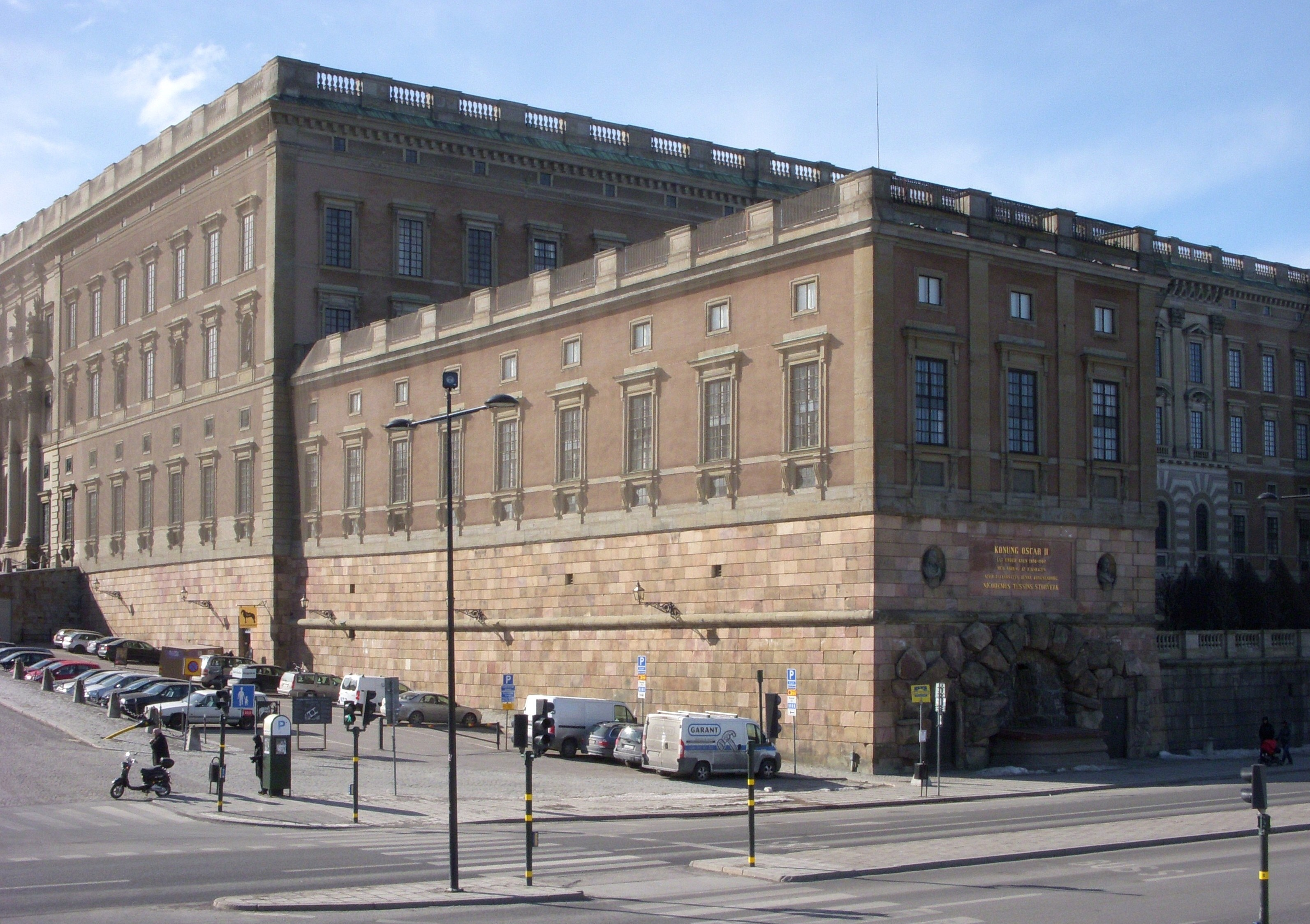
Palacio Real de Estocolmo

La Corte Real de Suecia (en sueco: Kungliga Hovstaterna) es el nombre oficial de la organización (hogares reales) que apoya al monarca y la casa real. El monarca titular, el rey Carlos XVI Gustavo, es el jefe de la corte real. 

## La Corte Real
La corte real se divide en segmentos: 
1. La oficina del Mariscal del Reino
2. La oficina del Mariscal de la Corte
3. La Casa de la Reina
4. La Casa de la Princesa heredera
5. Las Colecciones Reales con la Biblioteca Bernadotte
6. Oficina del Gobernador de los Palacios Reales
7. Establos Reales

El rey es la cabeza soberana; y a su disposición tiene el personal militar del Rey, el Consejo del Rey para la Corte Real. El Mariscal del Reino es el jefe de todas las operaciones, y todos los demás departamentos de la Corte Real le informan directamente. Es responsable ante El Rey por las actividades de toda la organización de la Corte Real.